# سوپرفلت

«لشکر قارچ‌ها»، اثر تاکاشی موراکامی، مجموعه فرانک کوهن، منچستر

سوپرفلت (انگلیسی: Superflat) یک جنبش هنری پست مدرن است که توسط تاکاشی موراکامی و تحت تأثیر مانگا و انیمه شکل گرفت. همچنین نام یک نمایشگاه هنری در سال ۲۰۰۱ به سرپرستی موراکامی بود که در وست هالیوود، مینیاپولیس و سیاتل آمریکا برگزار شد.

## توضیحات
«سوپرفلت» برای اشاره به انواع گسترده‌ای از اشکال هنر گرافیک، انیمیشن، پاپ آرت، فرهنگ و هنرهای زیبا و همچنین به عنوان «فرهنگ سطحی و پوچ مصرف‌کننده ژاپنی» توسط موراکامی مطرح شد.
تاکاشی موراکامی واژه «سوپرفلت» را ابداع کرد تا به توصیف توامان ویژگی‌های زیبایی‌شناختی هنرهای سنتی ژاپنی و ماهیت فرهنگ و جامعه ژاپن پس از جنگ جهانی دوم بپردازد. سوپرفلت به عنوان اصطلاحی برای توصیف سبک هنری موراکامی و دیگر هنرمندان تحت تأثیر او استفاده می‌شود. تاکاشی موراکامی در دهه ی۹۰ با نظریه سوپرفلت خود و به خاطر برپایی نمایشگاهی با همین عنوان، که ریشه‌های فرهنگ بصری ژاپن معاصر را با هنر تاریخی ژاپنی مرتبط کرده، مشهور شد. او از سوپرفلت در معانی گسترده‌ای استفاده می‌کند بنابراین دارای تنوع زیادی است. برخی از آثار مصرف‌گرایی و فتیشیسم پس از جنگ در ژاپن می‌پردازد. این آثار کشف تمایلات جنسی اوتاکو از طریق تصاویر گروتسک یا تحریف شده‌است.
ترکیبی دورگه از سوپرفلت با نام «سوفلو سوپرفلت» (انگلیسی: SoFlo Superflat) توسط هنرمندان آمریکایی ایجاد شد.